# Mohammed Ben Ali El-Medjadji
Pour les articles homonymes, voir Mohammed Ben Ali et Ben Ali (homonymie).
Mohammed Ben Ali El-Medjadji  (en arabe : محمد بن علي المجاجي), ou comme il est connu, Sidi Mohammad ben Ali Abhloul El-Medjadji, était l'un des célèbres awliyaas et poètes en Algérie aux XVIe et XVIIe siècles de notre ère. Favorisé par les Ottomans grâce à ses positions contre les envahisseurs espagnols de la côte algérienne.

## Biographie
L'origine de Sidi Mohammad ben Ali remonte aux nobles d'Andalousie et de Grenade, plus précisément de la branche d'Omar fils d'Idris II fils de Idris Ier, le petit-fils de Al-Hassan ibn Ali. Et ses ancêtres fuient le pays des Idrissides vers l'Andalousie à l'époque de leur lutte avec les Fatimides et ils avaient un Émirat en Andalousie appelé l'Émirat de Banū Hammūd Idrisside et ils y sont restés jusqu'à la chute de l'Andalousie puis ils ont émigré vers le Maghreb central ou ils se sont installés et mélangés avec les berbères du Dahra.
Comme tout homme érudit, ascète, et pieux, Sidi Mohammad ben Ali était extrêmement généreux. Sa maison était une halte pour les voyageurs et les moudjahidines, et sa porte était ouverte à tous sans exception, ce qui a perpétué dans la mémoire collective de la région de nombreuses histoires racontes par ses hôtes, impressionnés par son altruisme. Le témoignage le plus fascinant est  celui du Cherif Abou El Hassan qui se dirigeait vers Ténès avec ses 300 soldats, et le cheikh les a reçus avec du miel, de la bouillie, de la viande après les avoir divisés en 24 sessions de festins.
Les connaissances de Cheikh Mohammed Ben Ali ont émergé et sa réputation s'est répandue à travers le pays. Il excellait dans la poésie, la grammaire et la charia, en plus de l'ascèse, de la piété. Ainsi, il régnait sur les cœurs et les esprits au sein de la population qui le lui rendait bien car ils voyaient en lui les valeurs de droiture. Les voyageurs étaient attirés vers lui pour ses connaissances du hadiths, enseigner et donner des fatwas, selon le témoignage de son élève, Said Kaddoura. Il a écrit de nombreux poèmes sous forme de fatwa, avec lesquels il a répondu à une question sous forme de poésie, organisée par Sidi El-Haj El-Matmati,.

## Assassinat

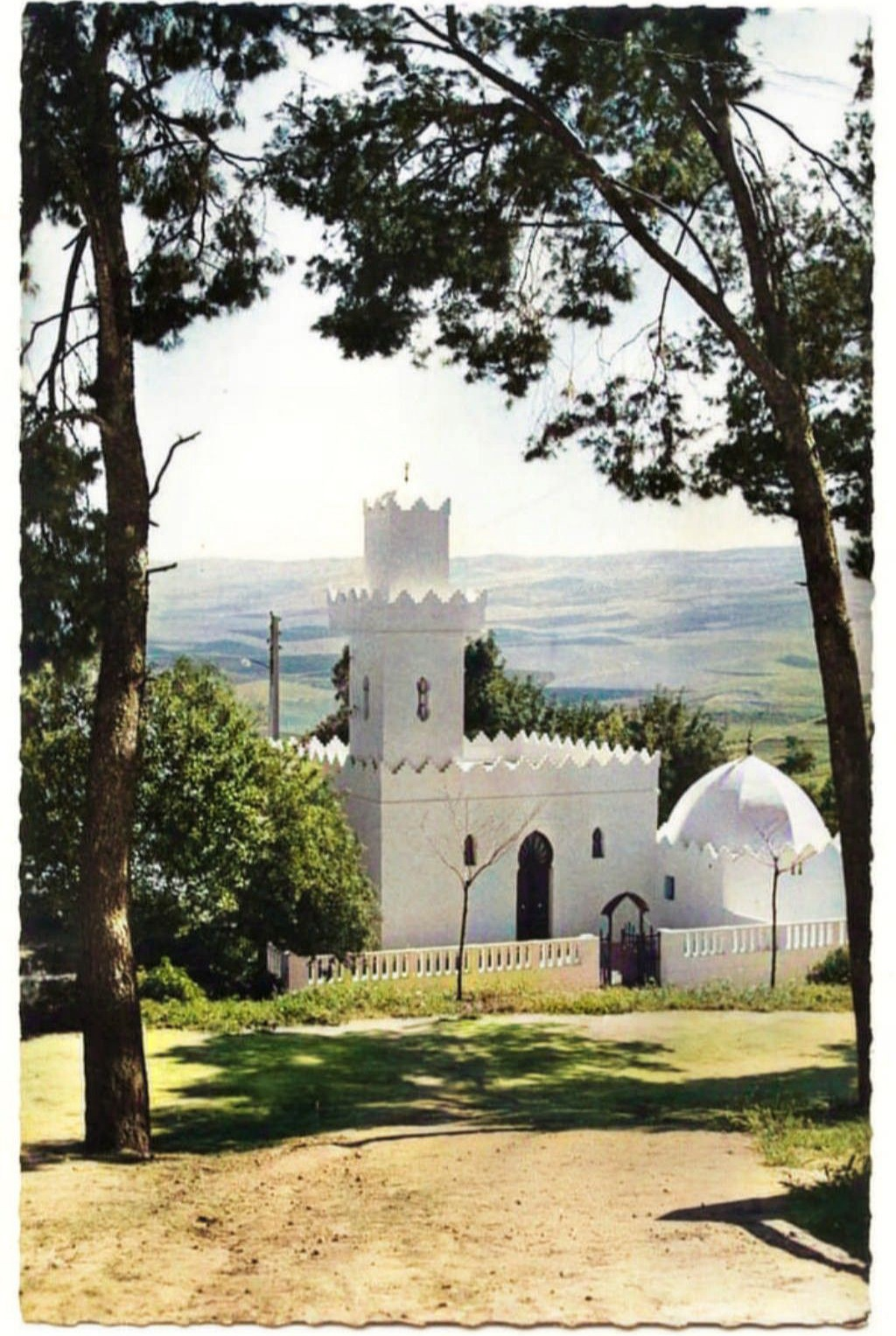
Mausolée du Mohamemd Ben Ali El-Medjadji à Sidi M'hamed Ben Ali

Mazouna était la capitale du Beylik de l'Ouest algérien sous le règne d'un homme autoritaire nommé « Bey Saouag » qui voulait épouser la femme de son père, ce qui a provoqué la colère de Sidi Mohammad Ben Ali, qui a déclaré dans une fatwa l'illicité du mariage, alors que la plupart des Oulémas de la région ne s'y sont pas opposés soit par crainte ou se sont dérobés en raison du pouvoir despotique du Bey Saoug qui n'a pas avalé la fatwa du Cheikh; alors, il a comploté contre lui et l'a tué avec l'épée d'un des cheikhs de la région a son insu afin que le Bey Souag éloigne les soupçons vers lui.
Sa sépulture est actuellement située dans une commune portant son nom, Sidi M'Hamed Ben Ali (Renault anciennement), wilaya de Relizane.

## Notoriété post mortem
La mémoire du savant Sidi M'hamed bin Ali a été perpétuée par la population qui le vènerait pour son savoir et sa droiture avec la création de la zaouïa de Medjadja, prisée par les étudiants de tout le pays. Les disciples les plus célèbres de la zaouïa étaient Sidi M'hamed Benaouda et Said Kaddoura.